# Motorrad-Weltmeisterschaft 1998
Die Motorrad-WM-Saison 1998 war die 50. in der Geschichte der FIM-Motorrad-Straßenweltmeisterschaft.
In allen Klassen wurden 14 Rennen ausgetragen.

## Punkteverteilung
Weltmeister wird derjenige Fahrer beziehungsweise der Hersteller, der bis zum Saisonende die meisten Punkte in der Weltmeisterschaft angesammelt hat. Bei der Punkteverteilung werden die Platzierungen im Gesamtergebnis des jeweiligen Rennens berücksichtigt. Die fünfzehn erstplatzierten Fahrer jedes Rennens erhalten Punkte nach folgendem Schema:
| Punkteverteilung | Punkteverteilung | Punkteverteilung | Punkteverteilung | Punkteverteilung | Punkteverteilung | Punkteverteilung | Punkteverteilung | Punkteverteilung | Punkteverteilung | Punkteverteilung | Punkteverteilung | Punkteverteilung | Punkteverteilung | Punkteverteilung | Punkteverteilung |
| ---------------- | ---------------- | ---------------- | ---------------- | ---------------- | ---------------- | ---------------- | ---------------- | ---------------- | ---------------- | ---------------- | ---------------- | ---------------- | ---------------- | ---------------- | ---------------- |
| Platz            | 1                | 2                | 3                | 4                | 5                | 6                | 7                | 8                | 9                | 10               | 11               | 12               | 13               | 14               | 15               |
| Punkte           | 25               | 20               | 16               | 13               | 11               | 10               | 9                | 8                | 7                | 6                | 5                | 4                | 3                | 2                | 1                |

In die Wertung kamen alle erzielten Resultate.

## 500-cm³-Klasse

### Rennergebnisse
|    | Datum  | Rennen                 | Strecke        | Platz 1       | Platz 2        | Platz 3       | Pole-Position     | Schn. Rennrunde | Gesamtführender Fahrer | Gesamtführender Konstrukteur |
| -- | ------ | ---------------------- | -------------- | ------------- | -------------- | ------------- | ----------------- | --------------- | ---------------------- | ---------------------------- |
| 1  | 05.04. | GP von Japan           | Suzuka         | Max Biaggi    | Tadayuki Okada | Noriyuki Haga | Max Biaggi        | Max Biaggi      | Max Biaggi             | Honda                        |
| 2  | 19.04. | GP von Malaysia        | Johor          | Mick Doohan   | Carlos Checa   | Max Biaggi    | Mick Doohan       | Mick Doohan     | Max Biaggi             | Honda                        |
| 3  | 03.05. | GP von Spanien         | Jerez          | Àlex Crivillé | Mick Doohan    | Max Biaggi    | Carlos Checa      | Àlex Crivillé   | Max Biaggi             | Honda                        |
| 4  | 17.05. | GP von Italien         | Mugello        | Mick Doohan   | Max Biaggi     | Àlex Crivillé | Mick Doohan       | Mick Doohan     | Max Biaggi             | Honda                        |
| 5  | 31.05. | GP von Frankreich      | Le Castellet   | Àlex Crivillé | Mick Doohan    | Carlos Checa  | Mick Doohan       | Àlex Crivillé   | Àlex Crivillé          | Honda                        |
| 6  | 20.06. | GP von Madrid          | Jarama         | Carlos Checa  | Norick Abe     | Sete Gibernau | Mick Doohan       | Carlos Checa    | Àlex Crivillé          | Honda                        |
| 7  | 27.06. | 68. Dutch TT           | Assen          | Mick Doohan   | Max Biaggi     | Simon Crafar  | Mick Doohan       | Mick Doohan     | Max Biaggi             | Honda                        |
| 8  | 05.07. | GP von Großbritannien  | Donington      | Simon Crafar  | Mick Doohan    | Norick Abe    | Simon Crafar      | Simon Crafar    | Mick Doohan            | Honda                        |
| 9  | 19.07. | 62. GP von Deutschland | Sachsenring    | Mick Doohan   | Max Biaggi     | Àlex Crivillé | Max Biaggi        | Alex Barros     | Mick Doohan            | Honda                        |
| 10 | 23.08. | GP von Tschechien      | Brünn          | Max Biaggi    | Àlex Crivillé  | Alex Barros   | Mick Doohan       | Àlex Crivillé   | Max Biaggi             | Honda                        |
| 11 | 06.09. | GP von Imola           | Imola          | Mick Doohan   | Àlex Crivillé  | Max Biaggi    | Jean-Michel Bayle | Max Biaggi      | Max Biaggi             | Honda                        |
| 12 | 20.09. | GP von Katalonien      | Barcelona      | Mick Doohan   | Tadayuki Okada | Norick Abe    | Àlex Crivillé     | Alex Barros     | Mick Doohan            | Honda                        |
| 13 | 04.10. | GP von Australien      | Phillip Island | Mick Doohan   | Simon Crafar   | Àlex Crivillé | Mick Doohan       | Simon Crafar    | Mick Doohan            | Honda                        |
| 14 | 25.10. | GP von Argentinien     | Buenos Aires   | Mick Doohan   | Tadayuki Okada | Alex Barros   | Mick Doohan       | Tadayuki Okada  | Mick Doohan            | Honda                        |

### Fahrerwertung
| 1  | Mick Doohan              | Honda   | 260 |
| 2  | Max Biaggi               | Honda   | 208 |
| 3  | Àlex Crivillé            | Honda   | 198 |
| 4  | Carlos Checa             | Honda   | 139 |
| 5  | Alex Barros              | Honda   | 138 |
| 6  | Norick Abe               | Yamaha  | 128 |
| 7  | Simon Crafar             | Yamaha  | 119 |
| 8  | Tadayuki Okada           | Honda   | 106 |
| 9  | Nobuatsu Aoki            | Suzuki  | 101 |
| 10 | Régis Laconi             | Yamaha  | 86  |
| 11 | Sete Gibernau            | Honda   | 72  |
| 12 | John Kocinski            | Honda   | 64  |
| 13 | Kenny Roberts jr.        | Modenas | 59  |
| 14 | Ralf Waldmann            | Modenas | 46  |
| 15 | Jürgen van den Goorbergh | Honda   | 40  |
| 16 | Jean-Michel Bayle        | Yamaha  | 28  |
| 17 | Garry McCoy              | Honda   | 23  |
| 18 | Kyoji Nanba              | Yamaha  | 22  |

| 19 | Mat Wait           | Honda                 | 17 |
| 20 | Noriyuki Haga      | Yamaha                | 16 |
| 21 | Scott Smart        | Honda                 | 14 |
| 22 | Yukio Kagayama     | Suzuki                | 10 |
|    | Luca Cadalora      | Yamaha / Suzuki / MuZ | 10 |
| 24 | Bernard Garcia     | Honda                 | 10 |
| 25 | Norihiko Fujiwara  | Yamaha                | 9  |
| 26 | Eskil Suter        | MuZ                   | 7  |
| 27 | Gregorio Lavilla   | Honda                 | 5  |
| 28 | Doriano Romboni    | MuZ                   | 4  |
|    | John McGuinness    | Honda                 | 4  |
| 30 | Sébastien Gimbert  | Honda                 | 4  |
| 31 | Fernando Cristóbal | Honda                 | 4  |
| 32 | Juan Borja         | Honda                 | 3  |
| 33 | Mark Willis        | Suzuki                | 2  |
| 34 | Fabio Carpani      | Honda                 | 1  |

### Konstrukteurswertung
| 1 | Honda   | 345 |
| 2 | Yamaha  | 198 |
| 3 | Suzuki  | 111 |
| 4 | Modenas | 73  |
| 5 | MuZ     | 11  |

## 250-cm³-Klasse

### Rennergebnisse
|    | Datum  | Rennen                 | Strecke        | Platz 1           | Platz 2           | Platz 3           | Pole-Position   | Schn. Rennrunde   | Gesamtführender Fahrer | Gesamtführender Konstrukteur |
| -- | ------ | ---------------------- | -------------- | ----------------- | ----------------- | ----------------- | --------------- | ----------------- | ---------------------- | ---------------------------- |
| 1  | 05.04. | GP von Japan           | Suzuka         | Daijirō Katō      | Shin’ya Nakano    | Naoki Matsudo     | Daijirō Katō    | Naoki Matsudo     | Daijirō Katō           | Honda                        |
| 2  | 19.04. | GP von Malaysia        | Johor          | Tetsuya Harada    | Tōru Ukawa        | Olivier Jacque    | Jürgen Fuchs    | Valentino Rossi   | Tetsuya Harada         | Honda                        |
| 3  | 03.05. | GP von Spanien         | Jerez          | Loris Capirossi   | Valentino Rossi   | Olivier Jacque    | Loris Capirossi | Loris Capirossi   | Loris Capirossi        | Aprilia                      |
| 4  | 17.05. | GP von Italien         | Mugello        | Marcellino Lucchi | Valentino Rossi   | Tetsuya Harada    | Tetsuya Harada  | Marcellino Lucchi | Loris Capirossi        | Aprilia                      |
| 5  | 31.05. | GP von Frankreich      | Le Castellet   | Tetsuya Harada    | Valentino Rossi   | Loris Capirossi   | Tetsuya Harada  | Tetsuya Harada    | Tetsuya Harada         | Aprilia                      |
| 6  | 20.06. | GP von Madrid          | Jarama         | Tetsuya Harada    | Tōru Ukawa        | Loris Capirossi   | Loris Capirossi | Tetsuya Harada    | Tetsuya Harada         | Aprilia                      |
| 7  | 27.06. | 68. Dutch TT           | Assen          | Valentino Rossi   | Jürgen Fuchs      | Haruchika Aoki    | Loris Capirossi | Tetsuya Harada    | Tetsuya Harada         | Aprilia                      |
| 8  | 05.07. | GP von Großbritannien  | Donington      | Loris Capirossi   | Tetsuya Harada    | Stefano Perugini  | Loris Capirossi | Loris Capirossi   | Tetsuya Harada         | Aprilia                      |
| 9  | 19.07. | 62. GP von Deutschland | Sachsenring    | Tetsuya Harada    | Jeremy McWilliams | Valentino Rossi   | Tetsuya Harada  | Tetsuya Harada    | Tetsuya Harada         | Aprilia                      |
| 10 | 23.08. | GP von Tschechien      | Brünn          | Tetsuya Harada    | Loris Capirossi   | Marcellino Lucchi | Loris Capirossi | Loris Capirossi   | Tetsuya Harada         | Aprilia                      |
| 11 | 06.09. | GP von Imola           | Imola          | Valentino Rossi   | Loris Capirossi   | Stefano Perugini  | Tetsuya Harada  | Tetsuya Harada    | Tetsuya Harada         | Aprilia                      |
| 12 | 20.09. | GP von Katalonien      | Barcelona      | Valentino Rossi   | Tetsuya Harada    | Loris Capirossi   | Loris Capirossi | Valentino Rossi   | Tetsuya Harada         | Aprilia                      |
| 13 | 04.10. | GP von Australien      | Phillip Island | Valentino Rossi   | Loris Capirossi   | Olivier Jacque    | Loris Capirossi | Valentino Rossi   | Loris Capirossi        | Aprilia                      |
| 14 | 25.10. | GP von Argentinien     | Buenos Aires   | Valentino Rossi   | Loris Capirossi   | Olivier Jacque    | Loris Capirossi | Valentino Rossi   | Loris Capirossi        | Aprilia                      |

### Fahrerwertung
| 1  | Loris Capirossi   | Aprilia           | 224 |
| 2  | Valentino Rossi   | Aprilia           | 201 |
| 3  | Tetsuya Harada    | Aprilia           | 200 |
| 4  | Tōru Ukawa        | Honda             | 145 |
| 5  | Olivier Jacque    | Honda             | 112 |
| 6  | Haruchika Aoki    | Honda             | 112 |
| 7  | Stefano Perugini  | Aprilia           | 102 |
| 8  | Takeshi Tsujimura | Yamaha            | 91  |
| 9  | Jeremy McWilliams | TSR-Honda         | 87  |
| 10 | Luis d’Antin      | Yamaha            | 74  |
| 11 | José Luis Cardoso | Yamaha            | 61  |
| 12 | Roberto Rolfo     | Honda / TSR-Honda | 61  |
| 13 | Jay Vincent       | Honda / TSR-Honda | 60  |
| 14 | Luca Boscoscuro   | Honda / TSR-Honda | 58  |
| 15 | Marcellino Lucchi | Aprilia           | 52  |
| 16 | Noriyasu Numata   | Suzuki            | 52  |
| 17 | Jürgen Fuchs      | Aprilia           | 45  |
| 18 | Franco Battaini   | Yamaha            | 34  |
| 19 | Shin’ya Nakano    | Yamaha            | 33  |

| 20 | Daijirō Katō     | Honda             | 25 |
| 21 | Johan Stigefelt  | Suzuki            | 22 |
| 22 | Sebastián Porto  | Aprilia           | 17 |
| 23 | Naoki Matsudo    | Yamaha            | 16 |
| 24 | Osamu Miyazaki   | Yamaha            | 14 |
| 25 | Davide Bulega    | Honda / ERP-Honda | 11 |
| 26 | Yukio Kagayama   | Suzuki            | 10 |
| 27 | Yasu Hatakeyama  | Honda / ERP-Honda | 9  |
| 28 | Ivan Clementi    | Honda             | 7  |
| 29 | Alex Hofmann     | Honda             | 6  |
| 30 | William Costes   | Honda             | 6  |
| 31 | Choujun Kameya   | Suzuki            | 3  |
|    | Diego Giugovaz   | Aprilia           | 3  |
| 33 | Jamie Robinson   | Yamaha            | 2  |
| 34 | Federico Gartner | Aprilia           | 1  |
|    | Julien Allemand  | Honda             | 1  |
|    | Ismael Bonilla   | Honda             | 1  |
|    | Mike Baldinger   | Honda             | 1  |
|    | Woolsey Coulter  | Honda             | 1  |

### Konstrukteurswertung
| 1 | Aprilia   | 338 |
| 2 | Honda     | 215 |
| 3 | Yamaha    | 134 |
| 4 | TSR-Honda | 128 |
| 5 | Suzuki    | 59  |
| 6 | ERP-Honda | 14  |

## 125-cm³-Klasse

### Rennergebnisse
|    | Datum  | Rennen                 | Strecke        | Platz 1           | Platz 2         | Platz 3            | Pole-Position     | Schn. Rennrunde   | Gesamtführender Fahrer | Gesamtführender Konstrukteur |
| -- | ------ | ---------------------- | -------------- | ----------------- | --------------- | ------------------ | ----------------- | ----------------- | ---------------------- | ---------------------------- |
| 1  | 05.04. | GP von Japan           | Suzuka         | Kazuto Sakata     | Tomomi Manako   | Masao Azuma        | Noboru Ueda       | Masao Azuma       | Kazuto Sakata          | Aprilia                      |
| 2  | 19.04. | GP von Malaysia        | Johor          | Noboru Ueda       | Mirko Giansanti | Tomomi Manako      | Noboru Ueda       | Masao Azuma       | Tomomi Manako          | Honda                        |
| 3  | 03.05. | GP von Spanien         | Jerez          | Kazuto Sakata     | Tomomi Manako   | Mirko Giansanti    | Roberto Locatelli | Tomomi Manako     | Kazuto Sakata          | Honda                        |
| 4  | 17.05. | GP von Italien         | Mugello        | Tomomi Manako     | Marco Melandri  | Gianluigi Scalvini | Noboru Ueda       | Lucio Cecchinello | Tomomi Manako          | Honda                        |
| 5  | 31.05. | GP von Frankreich      | Le Castellet   | Kazuto Sakata     | Marco Melandri  | Masao Azuma        | Noboru Ueda       | Masao Azuma       | Kazuto Sakata          | Honda                        |
| 6  | 20.06. | GP von Madrid          | Jarama         | Lucio Cecchinello | Marco Melandri  | Hiroyuki Kikuchi   | Kazuto Sakata     | Kazuto Sakata     | Kazuto Sakata          | Honda                        |
| 7  | 27.06. | 68. Dutch TT           | Assen          | Marco Melandri    | Kazuto Sakata   | Tomomi Manako      | Kazuto Sakata     | Tomomi Manako     | Kazuto Sakata          | Honda                        |
| 8  | 05.07. | GP von Großbritannien  | Donington      | Kazuto Sakata     | Mirko Giansanti | Yōichi Ui          | Kazuto Sakata     | Kazuto Sakata     | Kazuto Sakata          | Honda                        |
| 9  | 19.07. | 62. GP von Deutschland | Sachsenring    | Tomomi Manako     | Arnaud Vincent  | Roberto Locatelli  | Marco Melandri    | Tomomi Manako     | Kazuto Sakata          | Honda                        |
| 10 | 23.08. | GP von Tschechien      | Brünn          | Marco Melandri    | Kazuto Sakata   | Lucio Cecchinello  | Kazuto Sakata     | Masao Azuma       | Kazuto Sakata          | Honda                        |
| 11 | 06.09. | GP von Imola           | Imola          | Tomomi Manako     | Marco Melandri  | Masao Azuma        | Marco Melandri    | Tomomi Manako     | Kazuto Sakata          | Honda                        |
| 12 | 20.09. | GP von Katalonien      | Barcelona      | Tomomi Manako     | Mirko Giansanti | Masao Azuma        | Roberto Locatelli | Mirko Giansanti   | Kazuto Sakata          | Honda                        |
| 13 | 04.10. | GP von Australien      | Phillip Island | Masao Azuma       | Tomomi Manako   | Marco Melandri     | Marco Melandri    | Marco Melandri    | Kazuto Sakata          | Honda                        |
| 14 | 25.10. | GP von Argentinien     | Buenos Aires   | Tomomi Manako     | Marco Melandri  | Lucio Cecchinello  | Roberto Locatelli | Masao Azuma       | Kazuto Sakata          | Honda                        |

### Fahrerwertung
| 1  | Kazuto Sakata      | Aprilia | 229 |
| 2  | Tomomi Manako      | Honda   | 217 |
| 3  | Marco Melandri     | Honda   | 202 |
| 4  | Masao Azuma        | Honda   | 135 |
| 5  | Lucio Cecchinello  | Honda   | 130 |
| 6  | Mirko Giansanti    | Honda   | 113 |
| 7  | Masaki Tokudome    | Aprilia | 97  |
| 8  | Gianluigi Scalvini | Honda   | 89  |
| 9  | Roberto Locatelli  | Honda   | 87  |
| 10 | Frédéric Petit     | Honda   | 78  |
| 11 | Yōichi Ui          | Yamaha  | 76  |
| 12 | Arnaud Vincent     | Aprilia | 72  |
| 13 | Noboru Ueda        | Honda   | 62  |
| 14 | Ivan Goi           | Aprilia | 53  |
| 15 | Hiroyuki Kikuchi   | Honda   | 51  |
| 16 | Yoshiaki Katō      | Yamaha  | 45  |
| 17 | Steve Jenkner      | Aprilia | 45  |

| 18 | Gino Borsoi           | Aprilia | 43 |
| 19 | Ángel Nieto jr.       | Aprilia | 41 |
| 20 | Jaroslav Huleš        | Honda   | 25 |
| 21 | Emilio Alzamora       | Aprilia | 18 |
| 22 | Nobuyuki Ohsaki       | Yamaha  | 11 |
| 23 | Juan Enrique Maturana | Yamaha  | 10 |
| 24 | Takashi Akita         | Yamaha  | 7  |
| 25 | Paolo Tessari         | Aprilia | 5  |
| 26 | Jerónimo Vidal        | Aprilia | 3  |
|    | Álvaro Molina         | Honda   | 3  |
|    | Federico Cerroni      | Aprilia | 3  |
| 29 | Fonsi Nieto           | Aprilia | 3  |
| 30 | Kazuhiro Takao        | Honda   | 2  |
|    | Andrea Iommi          | Honda   | 2  |
| 32 | Claudio Cipriani      | Aprilia | 1  |
|    | Christian Manna       | Yamaha  | 1  |
|    | Andrea Zappa          | Honda   | 1  |

### Konstrukteurswertung
| 1 | Honda   | 330 |
| 2 | Aprilia | 243 |
| 3 | Yamaha  | 111 |